# San Nicolás Buenos Aires
San Nicolas Buenos Aires är en ort i Mexiko.   Den ligger i kommunen San Nicolás Buenos Aires och delstaten Puebla, i den sydöstra delen av landet, 170 km öster om huvudstaden Mexico City. San Nicolas Buenos Aires ligger 2 388 meter över havet och antalet invånare är 3 684.
Terrängen runt San Nicolas Buenos Aires är platt åt nordost, men åt sydväst är den kuperad. Runt San Nicolas Buenos Aires är det ganska tätbefolkat, med 96 invånare per kvadratkilometer. Närmaste större samhälle är San Salvador El Seco, 10,1 km väster om San Nicolas Buenos Aires. Omgivningarna runt San Nicolas Buenos Aires är en mosaik av jordbruksmark och naturlig växtlighet.